# GIFU JAM
GIFU JAM（ギフ・ジャム）とは、FM GIFUで毎週日曜18:00 - 18:30に放送しているラジオ番組である。2020年4月5日放送開始。
アーティストがパーソナリティの3つの10分番組から成っている。

## Bright side of life

### 内容
パンクロックバンドの「SA」のボーカルで、大垣市出身のTAISEIがの10分番組。
2019年4月から2020年3月までは、夕方ワイド番組の「TWILIGHT MAGIC」の水曜17:40 - 17:45に放送していた。2020年4月からは日曜の「GIFU JAM」の18：00 - 18：10に移動して放送している。

## 見田村千晴の10分ください！

### 内容
2020年3月まで『Meets up Friday』のパーソナリティを務めていた、岐阜市出身の見田村千晴の10分番組。
毎回、五十音順に1つずつ、リスナーから送られてきた単語の中から選んで、その単語にまつわるトークをする。

## アーティストTimes

### 内容
月替わりでアーティストが月替わりで出演する。
「《アーティスト名》Times」として放送される。

### 出演アーティスト
2020年
- 4月 cinema staff
- 5月 清春
- 6月 a flood of circle
- 7月 Kream
- 8月 緑黄色社会
- 9月 裂固
- 10月 LiSA
- 11月 FAITH
- 12月 Rei

2021年
- 1月 太志（Little Parade）
- 2月 SUPER BEAVER
- 3月 海蔵亮太
- 4月 go!go!vanillas
- 5月 Kitri
- 6月 和楽器バンド
- 7月 NakamuraEmi
- 8月 森口博子
- 9月 Hakubi
- 10月 THE BAWDIES
- 11月 cinema staff

### 類似の番組
- アーティスト・プロデュース・スーパー・エディション
- Monthly Artist File-THE VOICE-